# Operação La Muralla
A Operação La Muralla foi deflagrada no dia 20 de novembro de 2015 e encarregou-se de investigar práticas criminosas (principalmente narcotráfico) cometidas pela Família do Norte, uma enorme organização criminosa do Amazonas (mas que atua por toda a Região Norte). Ao concluir a investigação, a Polícia Federal, órgão responsável pela apuração, cumpriu a maioria dos 127 mandados de prisão preventiva expedidos pela Justiça Federal, 67 de busca e apreensão, 68 medidas de sequestro de bens, além de 7 buscas em presídios estaduais do Amazonas.

## Investigação
A investigação começou em abril de 2014, quando uma lancha da FDN foi apreendida com R$ 200 mil escondidos dentro de um ar condicionado. O dinheiro seria usado para a compra de drogas na tríplice fronteira do Brasil, do Peru e da Colômbia.
A apuração acabou também revelando como funcionava a organização da FDN. A organização queria monopolizar a venda de drogas no Amazonas, ou se não em toda a Região Norte. Ela também mantinha uma comunicação constante com seus membros nos presídios do estado. Tal fato foi crucial para o acontecimento de uma série de rebeliões que aconteceram no início de 2017.
Ciente da rixa entre a facção Família do Norte e da Primeiro Comando da Capital (de São Paulo), a Polícia já temia um conflito dentro dos presídios amazonenses. As suspeitas levantaram-se devido às mensagens de textos trocadas pelo membros da FDN. Também há suspeitas de que ela mantém uma aliança ou amizade com a Comando Vermelho, do Rio de Janeiro. Confira abaixo mensagens interceptadas pela Polícia Federal de José Roberto (líder da FDN) do dia 16 de junho de 2015, destinadas a Geomisson de Lira Arante. Todas as informações foram retiradas da notícia do Estadão, acessível através da referência a seguir.
| Mensagem                                                   |
| ---------------------------------------------------------- |
| "Q nos nao tem nd conta Pcc"                               |
| "Que os cara de. SP . Sao criminos"                        |
| "Mais essas imundice q ser diz pcc q mora em segunro"      |
| "Esses nos vamos mata e tudo"                              |
| "Aqui nas cadeias e Estado nos que samos dici***a em tudo" |
| "E boto eles tds no lugar"                                 |
| "Deles pq aqui ja tem comando q e a FDN"                   |
| "Aqui no Amazonas"                                         |
| "Quem mada e a FDN"                                        |
| "Que nos samos o CRIME do estado do Amazonas"              |

Mesmo com a noção de que uma chacina poderia acontecer, a Polícia não conseguiu evitá-la.

## Prisões
Foram 127 mandados de prisão preventiva expedidos pela Justiça Federal. Eles incluem traficantes e membros da Família do Norte, traficantes internacionais e até mesmo advogados e um vereador.

### Prisão de Wilder Chuquyzuta (Tronco)
No dia 7 de outubro de 2016, o traficante peruano Wilder Chuquyzuta foi preso pela PF. Ele era conhecido como "Tronco" ou "Troncozito". Sua prisão foi considerada um marco no combate ao tráfico de drogas, uma vez que ele estava sendo procurado pela Interpol e era o maior fornecedor da FDN. Ele foi preso na cidade de Letícia, na Colômbia, e levado através de um voo comercial até Manaus. Lá, ele foi ouvido e então cativado num presídio público. O delegado da Delegacia de Repressão a Entorpecentes, Caio Avanço, cogita a possibilidade de ele ser transferido a um presídio federal.

### Prisão de advogados
7 advogados foram presos pela operação. Eles foram acusados, além de narcotráfico, de tráfico de armas, lavagem de dinheiro, evasão de divisas, roubo, homicídio, tortura, sequestro e corrupção. Confira a lista a seguir:
- Lucimar Vidinha Gomes
- Janaína Veríssimo
- Luiz Sérgio Vieiralves Donato Lopes Filho
- Janderson Fernandes Ribeiro
- Rosangela Amorim da Silva
- Sulene Veríssimo
- Aldemir da Rocha Silva Junior

No entanto, todos os advogados, à exceção de Luiz Sérgio, foram liberados mediante pagamento de 40 salários mínimos (um total de R$ 35.200,00) no dia 24 de fevereiro de 2016. No dia 12 de março do mesmo ano, o advogado Luiz Sérgio ganhou a liberdade após uma decisão do Tribunal Regional Federal. Sua liberação tardou um pouco mais devido ao seu possível envolvimento em outros crimes mais graves. A advogada Lucimar Vidinha Gomes, conhecida como "Bar Vidinha", costumava entrar em contato com José Roberto Barbosa, conhecido como "Zé Roberto da Compensa", que estava preso no Complexo Penitenciário Anísio Jobim (Compaj). Os advogados também cediam suas contas bancárias à organização para que esta pudesse realizar suas operações criminosas com mais discrição.